# Lagardère Group
Lagardère S.C.A. (вимовляється Лагарде́р) — найбільша французька медіагрупа. Штаб-квартира — в Парижі. Очолювана Арно Лагардером (помер 2003 р.), вона зосереджена навколо двох пріоритетних підрозділів: Lagardère Publishing та Lagardère Travel Retail. Підрозділ книжкових та електронних видань (Lagardère Publishing) включає основне видавництво Hachette Livre. Підрозділ Lagardère Travel Retail включає роздрібну торгівлю в магазинах, переважно в аеропортах та на залізничних вокзалах.
Заснована в 1992 році.

## Діяльність
Lagardère володіє видавництвом Hachette Filipacchi (журнали Elle, Premier, Car & Driver та ін.), радіостанціями Europe 1, Europe 2 у Франції, 18 радіостанціями в різних містах Європи і т. д.
Крім того, Lagardère через компанії Désirade і SOGEADE контролює 15,1 % Європейського аерокосмічного і оборонного концерну (EADS).
За власними даними, оборот Lagardère в 2005 році становив $24 млрд, чистий прибуток — $720 млн.